# Dolewave
Dolewave é um gênero musical australiano que surgiu no início de 2010. Inicialmente usado online como uma piada interna para descrever uma cena indie em Melbourne envolvendo Twerps, Dick Diver e outros grupos, o termo desde então tem sido aplicado por críticos de música a uma gama mais ampla de atos australianos que compartilham uma ética DIY e uma "peculiar e som reconhecível da Australásia", como Courtney Barnett e Rolling Blackouts Coastal Fever. Influências comuns incluem o jangle pop dos anos 1980 de bandas australianas como Go-Betweens, bem como o lo-fi "Dunedin sound" da gravadora Flying Nun da Nova Zelândia.

## Influências e estilo
A música de Dolewave foi descrita como "intrinsecamente deprimida ... bonita e comovente de uma forma agressivamente triste, de uma forma que só podemos rir junto". De acordo com o webzine Nothing but Hope and Passion, dolewave é "caracterizado por uma vibração seca e arrastada tingida com um toque saudável de sarcasmo suburbano". As letras geralmente contêm significados locais e outras referências da cultura pop australiana, dando às canções um senso de lugar distinto que aponta tanto para o gosto dos músicos pela Austrália quanto para sua "necessidade intensa de examiná-la".
O acadêmico Ian Rogers escreve que as bandas dolewave geralmente escolhem soar "rústicas e prontas e, ocasionalmente, não qualificadas", e suas gravações quase sempre têm um valor mínimo de produção. De acordo com o crítico musical Everett True, o som "recalcitrante e desorganizado" de dolewave reflete a "cultura improvisada" em que muitas das bandas se encontram: "por baixo dos decrépitos habitantes de Queensland, em parques abertos, em armazéns, pubs decadentes, salas de compartilhamento casas".

## Etimologia e história
O termo "dolewave" deriva de "the dole", um termo do inglês australiano  para um benefício de desemprego que "supostamente apóia o estilo de vida criativo dos artistas". Foi usado pela primeira vez em 2012 como uma "piada irônica" no Mess+Noise, um site de música australiano extinto.  Naquele ano, um dos jornalistas do site, Doug Wallen, cunhou o termo "New Melbourne Jangle" para descrever uma série de bandas indie pop de Melbourne - entre elas Twerps, Dick Diver e Scott & Charlene's Wedding - que escreveram canções sobre a juventude marginalizada e a vida contemporânea na Austrália urbana. Em resposta ao artigo de Wallen, usuários anônimos do quadro de mensagens do site criaram vários rótulos alternativos irônicos, incluindo "chillmate", "sharehouse-pop" e "dolewave", o último dos quais rapidamente eclipsou os outros em popularidade. "Uma vez pronunciado, dolewave repetido como um meme, partes iguais de piada interna, insulto e abreviação de hashtag", escreve o jornalista musical Shaun Prescott. No ano seguinte, músicos associados ao termo se envolveram com ele ironicamente, como o vocalista do Dick Diver, que chamou dolewave de "uma boa piada" antes de jurar destruí-lo. Diz-se que o termo pegou porque "sintetizava os vocais oprimidos e insensíveis e os riffs e ritmos lentos que dominavam tudo o que estava acontecendo no underground australiano iluminado".
"Dolewave" permaneceu no "uso jokey" até 2014, quando críticos musicais e publicações convencionais como The Guardian e The Sydney Morning Herald começaram a examiná-lo em profundidade.  Everett True citou a crítica do colega crítico de música Shaun Prescott do LP autointitulado de School of Radiant Living de 2013 como um ponto de virada para o dolewave, aquele em que a "frase lançada" se tornou um gênero legítimo uma vez que ele "[resolvido] em sua própria cabeça quanto ao que a palavra realmente representava".  Prescott elogia a faixa-título do álbum de estreia de Dick Diver em 2011, New Start Again, como uma música dolewave por excelência - "um hino aos anos em que artistas e forasteiros podiam existir sem ser 'criativos', quando não lucrativos, arte por si só não era necessariamente um contrato com a pobreza."  Ele também destaca "Bad Decisions" (2012) de Bitch Prefect; de acordo com Vice, a maioria dos jovens pode se relacionar com a sensação da música de "tédio suburbano e a calmaria de trabalhar em empregos de merda". Várias gravadoras independentes se associaram ao dolewave, notadamente a Chapter Music de Melbourne, a RIP Society de Sydney e a Bedroom Suck de Brisbane. À medida que o dolewave ganhou uma exposição mais ampla, os termos para ramificações do gênero foram inventados, um exemplo não sério sendo "dolewave do estádio", que combina as "armadilhas caseiras DIY" do dolewave com a "composição limpa e acessível" do Arena rock.

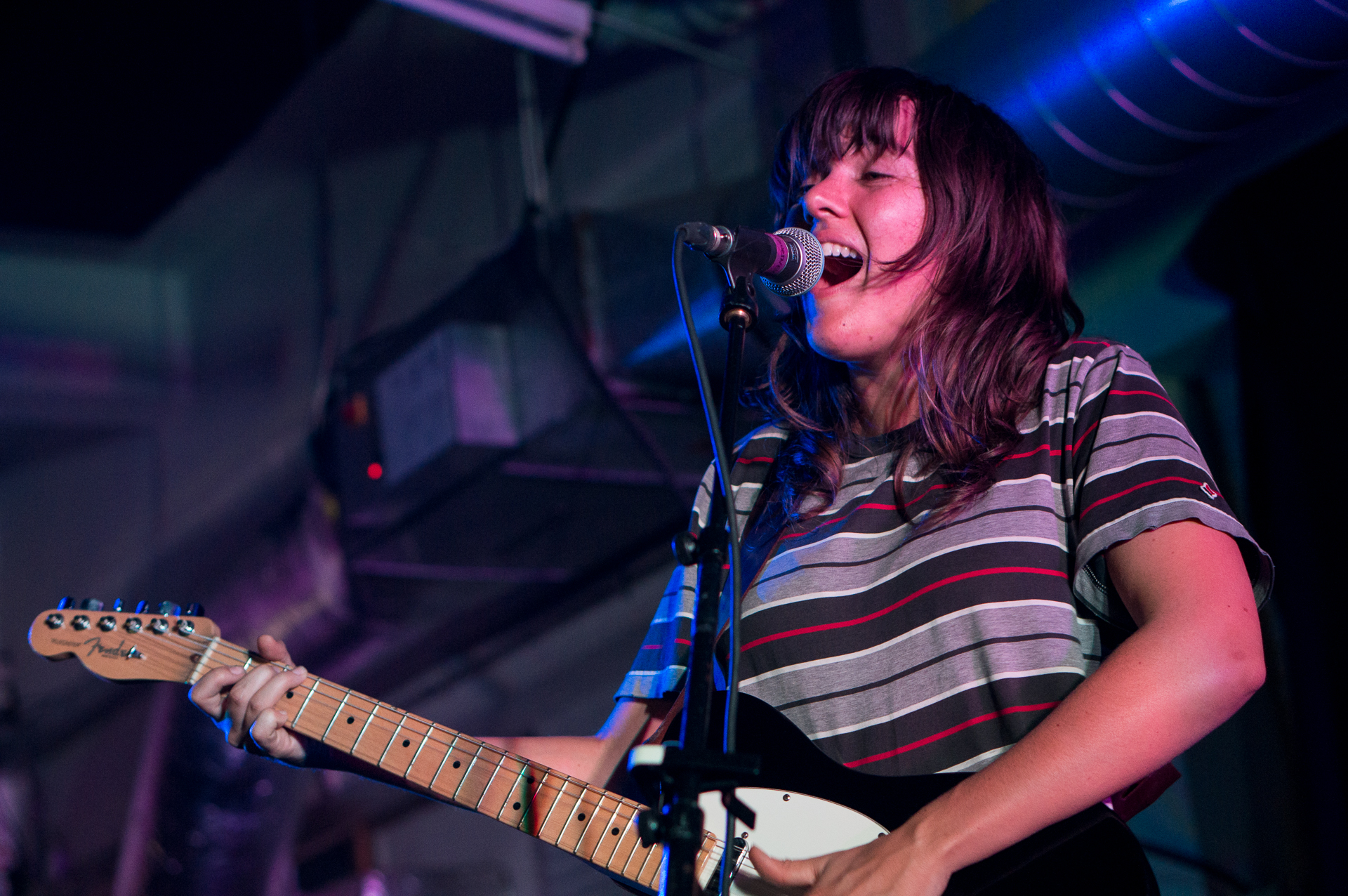
Courtney Barnett

Em 2015, a Apple Music organizou uma lista de reprodução intitulada "Best of Dole Wave", apresentando, entre outros, Hockey Dad, Eddy Current Suppression Ring, e a cantora e compositora de Melbourne Courtney Barnett, cujo álbum de estreia Sometimes I Sit and Think, and Sometimes I Just Sit foi lançado naquele ano para aclamação generalizada na Austrália e no exterior. Embora ela tenha se distanciado da gravadora, Barnett frequentemente cita Dick Diver do dolewave como uma de suas bandas favoritas, e considera a cena como uma forte influência em sua música: "Você apenas se encontra andando com as mesmas pessoas e você comece a fazer a mesma música por proxy. Como se os donos de animais de estimação se parecessem com seus animais de estimação."  Da mesma forma, o cantor e compositor de Melbourne, Darren Hanlon, gosta da sensação de camaradagem na cena, dizendo que frequentemente colabora e recebe assistência de músicos dolewave.
Nos anos imediatamente após a popularização do dolewave, muitos dos "porta-bandeiras relutantes" do gênero pareciam rejeitá-lo, evitando suas guitarras estridentes e referências ao "verdadeiro azul" em favor de um "som mais maduro e polido". Mais recentemente, uma gama mais ampla de bandas foi alinhada com o dolewave, incluindo Goon Sax e Rolling Blackouts Coastal Fever. Vários artistas escreveram canções em resposta a serem classificados como dolewave, incluindo Beef Jerk's Jack Lee em "Same Thing" (2014)  e West Thebarton Brothel Party em seu single de 2016 "Dolewave".

## Interpretações críticas
Descrito como "um exemplo de estudo de caso de australianidade na música", dolewave tornou-se o foco de discussão e debate em torno de tópicos relacionados à cultura australiana e à identidade nacional. Comparando o dolewave com o pub rock australiano dos anos 1970 e 1980, Vice descobriu que o primeiro gênero é mais pessimista em sua exploração da identidade australiana. Prescott escreve:
'Dolewave' é um riff cáustico sobre as poucas características virtuosas da Austrália colonial branca, aquelas que nossos políticos insistem que ainda permanecem, aquelas que satirizamos afetuosamente e aquelas que não Kenny  pode trazer de volta à vida. É um RPG satírico de uma Austrália que acreditávamos existir, mas que nenhuma quantidade de suspensão de descrença pode manter.
Max Easton fez um argumento semelhante, dizendo que dolewave "é uma tentativa de recuperar uma identidade cultural em uma época em que ela é confusa e diluída pelas muitas ideias conflitantes que cercam a ideia que todos têm da Austrália". Ele continua dizendo: "Você quer abraçar a noção do australiano clássico, mas não quer alienar a beleza multicultural das pessoas ao seu redor. Onde isso deixa você? Dolewave está no centro de tudo isso."  O próprio termo foi descrito como "classista e mesquinho" e "problemático" devido à sua ligação com a situação financeira.